# Ruben Aguilar
Ruben Aguilar (* 26. April 1993 in Grenoble) ist ein französischer Fußballspieler. Seit 2023 steht er beim RC Lens unter Vertrag.

## Karriere

### Verein
Der Sohn eines spanischen Vaters und einer französischen Mutter begann mit dem Fußballspielen in Saint-Siméon-de-Bressieux in der Region Auvergne-Rhône-Alpes, bevor er in die Jugendmannschaften von Grenoble Foot kam. Später zog es Aguilar zu der AS Saint-Étienne, wo er auch in der zweiten Mannschaft spielte. Danach kehrte er zu Grenoble Foot zurück, ehe sich Ruben Aguilar nach einem Jahr in der vierten Liga dem Zweitligisten AJ Auxerre anschloss. Sein erstes Spiel in einer Liga im professionellen Fußball war der 2:0-Heimsieg am ersten Spieltag der Ligue-2-Saison 2014/15 gegen den AC Le Havre. Schnell erkämpfte sich Aguilar einen Stammplatz und absolvierte in drei Jahren 80 Punktspiele.
Daraufhin zog es ihn zum Erstligisten HSC Montpellier. Dort entwickelte er sich zu einem Stammspieler und wurde entweder als rechter Außenverteidiger oder als rechter Mittelfeldspieler eingesetzt. Sein einziges Pflichtspieltor war das Tor zum 1:1-Endstand am 22. Dezember 2018 am 19. Spieltag in der Ligue 1 gegen Olympique Lyon. Nach zwei Jahren in der Region Herault zog es Ruben Aguilar zu der AS Monaco. Auch bei den Monegassen etablierte er sich als Stammspieler. In den letzten Jahren war die AS Monaco, 2013 nach zweijähriger Abstinenz in die Ligue 1 zurückgekehrt, Stammgast im europäischen Wettbewerb und gewann zudem 2017 die französische Meisterschaft, doch in der Saison 2018/19 gerieten die Monegassen in Abstiegsgefahr und auch in der Saison 2019/20 sah anfänglich alles nach Abstiegskampf aus. Mit Ruben Aguilar, der wie zuvor in Montpellier entweder als rechter Außenverteidiger oder als rechter Mittelfeldspieler eingesetzt wurde, kletterte die AS Monaco in der Tabelle in höhere Regionen. Aufgrund der COVID-19-Pandemie wurde die Saison vorzeitig abgebrochen, zu diesem Zeitpunkt waren die Monegassen Tabellensiebter. Auch in der nachfolgenden Saison war Aguilar Stammspieler und wurde dabei zumeist als rechter Außenverteidiger eingesetzt. Im Sommer 2023 schloss er sich dem RC Lens an.

### Nationalmannschaft
Im November 2020 wurde Ruben Aguilar von Didier Deschamps für die französische Nationalmannschaft nominiert. Dabei wurde er im Freundschaftsspiel im Stade de France in Saint-Denis gegen Finnland in der 71. Minute für Léo Dubois eingewechselt.